# 소피아 리치
소피아 리치(Sofia Richie, 1998년 8월 24일 ~ )는 미국의 모델, 패션 디자이너이다. 가수 라이오넬 리치의 막내 딸이다.